# Stachylina dolichospora
Stachylina dolichospora är en svampart som beskrevs av Ferrington, Hayford & Lichtw. 2005. Stachylina dolichospora ingår i släktet Stachylina och familjen Harpellaceae.   Inga underarter finns listade i Catalogue of Life.